# Wyrm
Wyrm (titolo originale Wyrms) è un romanzo di fantascienza del 1987 di Orson Scott Card.

## Trama
Cinquemila anni sono trascorsi da quando l'astronave ha condotto gli esseri umani sul pianeta Imakulata. Durante questi lunghi anni le forme di vita preesistenti si sono geneticamente modificate per fondersi con i colonizzatori umani, producendo nuove forme di vita umanoidi.
La coesistenza tra le varie razze non è stata facile, ed ora sta per avverarsi un'antica profezia: la settima della settima della settima figlia del Capitano dell'Astronave porterà il Kristos e salverà il mondo. Oppure lo distruggerà.
Protagonista è la giovane Pazienza, figlia di Lord Pace, addestrata fin dall'infanzia alle arti diplomatiche, comprese l'autodifesa, il travestimento e l'assassinio. Tali arti le sono oltremodo necessarie per sopravvivere alla corte dell'usurpatore Re Oruc, poiché suo padre è il vero e legittimo Re e lei è l'unica erede al trono.
Alla morte di suo padre la situazione precipita, e Pazienza deve fuggire per salvare se stessa. Un richiamo sempre più irresistibile la condurrà verso Piè-del-Cielo, dove infine si compirà la profezia.

## Edizioni
- (EN) Orson Scott Card, Wyrms, 1987.
- Orson Scott Card, Wyrm, traduzione di Marco Pensante, Urania 1107, Arnoldo Mondadori Editore, 1989.
- Orson Scott Card, Wyrm, traduzione di Marco Pensante, Classici Urania 293, Arnoldo Mondadori Editore, 2001.